# لرزه‌خیزی
لرزه‌خیزی (انگلیسی: Seismicity) یا زلزله‌خیزی به مطالعه و اندازه‌گیری جامع و فراگیر وقوع، چگونگی و بزرگی پدیده زمین‌لرزه در یک موقعیت جغرافیایی خاص می‌پردازد و به این ترتیب، فعالیت لرزه‌ای یک منطقه را خلاصه می‌کند. این اصطلاح توسط بنو گوتنبرگ و چارلز فرانسیس ریشتر در سال ۱۹۴۱ ابداع شد. لرزه‌خیزی توسط ژئوفیزیک‌دانان مطالعه می‌شود.

## محاسبه لرزه‌خیزی
لرزه‌خیزی به صورت کمّی محاسبه می‌شود. به‌طور کلی، منطقه مورد مطالعه به مناطق مساوی با طول و عرض جغرافیایی مشخص تقسیم شده و ساختار درونی زمین نیز بر پایه لایه‌بندی زمین به فاصله‌های عمقی مختلف دسته‌بندی می‌شود: تا ژرفای ۵۰ کیلومتر، ژرفای ۵۰ تا ۳۰۰ کیلومتر و ژرفای بیش از ۳۰۰ کیلومتر.
فرمول رایج برای محاسبه لرزه‌خیزی:
{\displaystyle S={\frac {\sum _{i}{E_{s0}}_{i}}{{\delta \phi }_{0}{\delta \lambda }_{0}{\delta h}_{0}{\delta t}_{0}}}}
در این فرمول:
{\displaystyle {E_{s0}}_{i}}: انرژی یک رویداد لرزه ای منفرد (مانند زمین‌لرزه) است؛
{\displaystyle {\delta \phi }_{0}}: فاصله عرض جغرافیایی؛
{\displaystyle {\delta \lambda }_{0}}: فاصله طول جغرافیایی؛
{\displaystyle {\delta h}_{0}}: فاصله کانون زمین‌لرزه؛
{\displaystyle {\delta t}_{0}}: فاصله زمانی رخداد لرزه‌ای.
نتیجه این فرمول، لرزه‌خیزی به‌صورت انرژی در هر واحد مکعب است.